# Franklin Graham
William Franklin Graham III noto come Franklin Graham (Asheville, Carolina del Nord, 14 luglio 1952) è un predicatore, pastore protestante e scrittore statunitense.
Figlio del noto predicatore Billy Graham, a partire dal 2001 Franklin è presidente della Billy Graham Evangelistic Association (BGEA), un'associazione cristiana fondata dal padre nel 1950. Assieme al padre, Franklin ha partecipato a centinaia di crociate, ovvero raduni cristiani evangelici, viaggiando in oltre 55 paesi in tutti i continenti e predicando a milioni di persone.

## Biografia

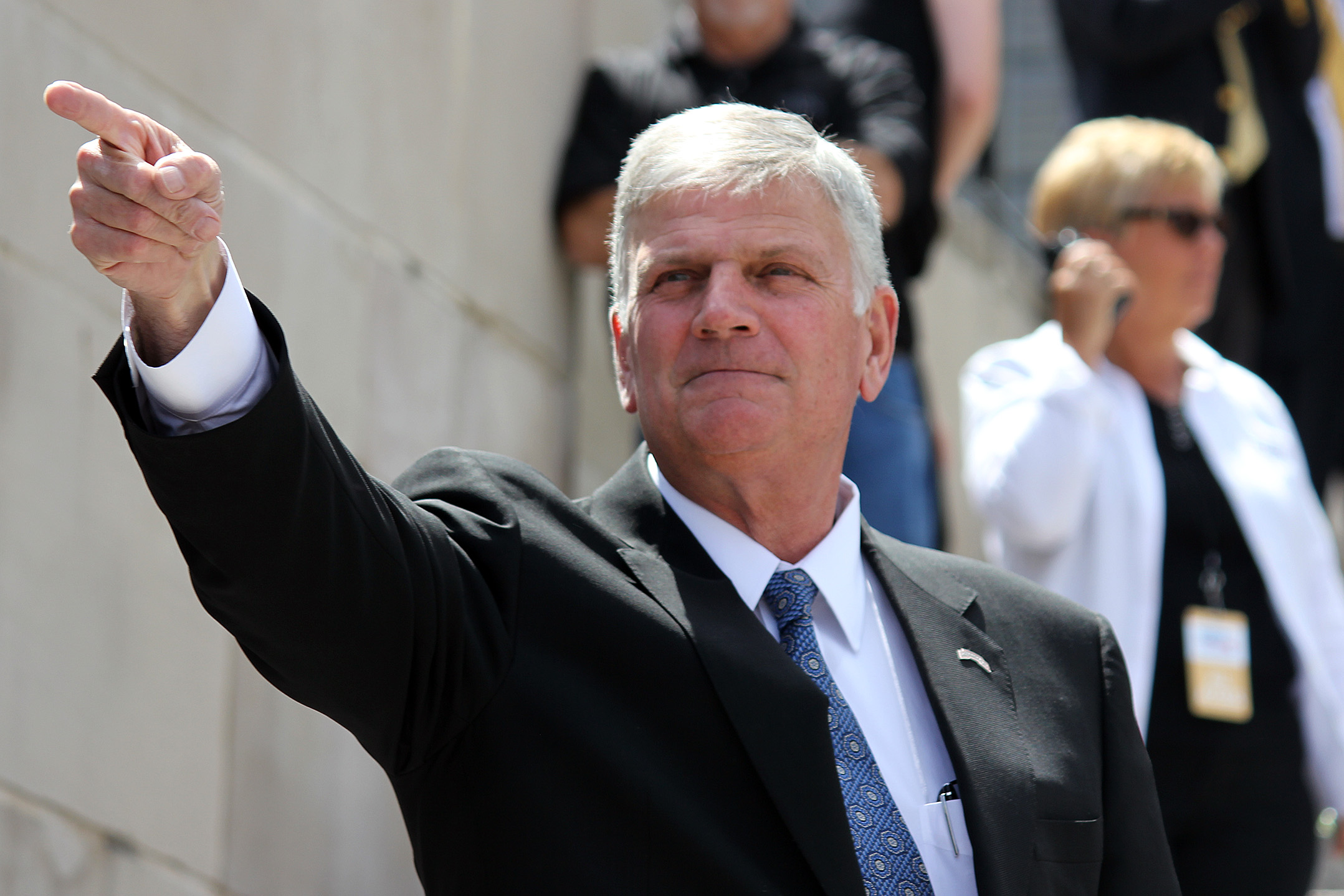
Graham nel 2016

Nato il 14 luglio 1956 ad Asheville, in Carolina del Nord, Graham è quarto dei cinque figli della popolare coppia di predicatori Billy Graham e Ruth Graham. Graham ha frequentato la Stony Brook School, una scuola cristiana privata a Long Island, New York, ma ha lasciato gli studi prima del diploma. Ha poi completato la scuola superiore in Carolina del Nord.
Nel 1973 ha partecipato a una missione in Asia con Bob Pierce, fondatore di Samaritan's Purse. Questo viaggio lo ha ispirato a dedicarsi all'assistenza umanitaria. Nel 1974, durante un viaggio a Gerusalemme, ha avuto una profonda esperienza di conversione religiosa, diventando un "Cristiano Rinato". Nel 1978 ha conseguito una laurea in Arti Liberali alla Appalachian State University. È stato ordinato pastore nel 1982 presso la Grace Community Church di Tempe, in Arizona. 

### Ministero
Nel 1979, alla morte di Bob Pierce, Graham è diventato presidente di Samaritan's Purse, organizzazione umanitaria cristiana. Nel 1995 è stato nominato vicepresidente della Billy Graham Evangelistic Association (BGEA), fondata da suo padre nel 1950. Nel 2000 è diventato amministratore delegato della BGEA e l'anno successivo ne ha assunto la presidenza, subentrando ufficialmente al padre.
Franklin è diventato, a partire dagli anni '90, uno dei più importanti rappresentanti del cristianesimo evangelico. Come suo padre, è anche molto influente in ambito socio-politico. Nella sua vita ha incontrato privatamente sei presidenti degli Stati Uniti, numerosi leader mondiali (tra cui Benjamin Netanyahu e Vladimir Putin) ed è diventato un consigliere spirituale ed uno tra i principali sostenitori di Donald Trump.

## Vita privata

### Famiglia
Graham è sposato dal 1974 con Jane Austin Cunningham, con la quale ha quattro figli, tra cui Willie Graham che è anch'egli un ministro cristiano. La coppia vive nei prssi di Boone in Carolina del Nord.

### Visioni politiche e religiose
Conservatore sia in ambito religioso che politico, Graham ha supportato da sempre la causa dello Stato di Israele. Si è inoltre dichiarato contrario ad adozioni da parte di coppie dello stesso sesso e a matrimoni tra persone dello stesso sesso. Nel 2003 aveva appoggiato il piano del presidente George W. Bush per la guerra in Iraq.
È uno dei maggiori sostenitori di Donald Trump.

## Opere
Graham ha scritto numerosi libri sulla fede cristiana e altre tematiche personali. 
- Bob Pierce: This One Thing I Do (1983)
- Rebel With A Cause: Finally Comfortable Being Graham (1995), autobiografia
- Miracle in a Shoe Box (1995)
- Living Beyond the Limits: A Life in Sync with God (1998)
- The Name (2002)
- Kids Praying for Kids (2003)
- All for Jesus (2003), con Ross Rhoads
- A Wing and a Prayer (2005)